# Велька Трня (район Требишов)
Велька Трня (словац. Veľká Tŕňa , венг. Nagytoronya) — деревня на юго-востоке Словакии района Требишов, Кошицкого края.
Расположена в исторической области Земплин в юго-западной части Восточнословацкой низменности на склоне небольшого горного массива Земплинске-Врхи, недалеко от границы с Венгрией. К востоку от центра деревни находится покрытая лесом гора Рожняда (469 м).
Площадь деревни 14,11 км². Население, на 31 декабря 2022 года, составляло 454 человека.
В селе находится винный завод.

## История
Первые упоминания о Велька Трня датируются 1220 годом.

## Население
| Год:                | 1994 | 2004     | 2014    | 2024    |
| ------------------- | ---- | -------- | ------- | ------- |
| Количество человек: | 539  | 484      | 457     | 443     |
| Разница:            |      | −10,20 % | −5,57 % | −3,06 % |